# Сарбель
Сарбель-Михаил Маронитис (греч. Σαρμπέλ-Μιχαήλ Μαρωνίτης, араб. شربل مخائيل‎, англ. Sarbel-Michael Maronitis, родился 14 мая 1981 года, Лондон, известен как Сарбель) — греческий поп-певец. Хорошо известен на Кипре и в Греции.

## Биография

### Детство
Родился и вырос в Лондоне, в семье отца — греческого певца и матери, имеющей ливанские корни, адвоката по профессии. С пяти до шестнадцати лет исполнял ведущие роли в Английской Национальной Опере и Королевской Опере в Ковент Гарден. Обучался вокалу и театральному мастерству. Он учился в школе, а затем в колледже Святого Игнатия. В летние месяцы семья выезжала в Грецию, а также посещала Кипр. Там было много родственников, царила особая атмосфера, способствующая творческому развитию.

## Музыкальная карьера
В 18 лет Сарбель отправился на Крит, где проработал почти 7 месяцев, исполняя песни знаменитых исполнителей прошлых годов. Именно в это время он заинтересовался греческими народными танцами и обычаями, о которых слышал и от отца. Он знакомится с Панайотисом Стергиу и Йоаннисом Дуламисом, и спустя некоторое время под лейблом Sony BMG выходит его дебютный альбом «Parakseno Sinesthima».

### 2004—2005:Parakseno Sinesthima
В 2004 был записан его первый сингл. В основе сингла лежала восточная песня Sidi Mansour. Сарбель пел эту песню дуэтом с греческой певицей Ирини Меркури (греч. Ειρήνη Μερκούρη). Она представила Сарбеля фанатам в Греции, Ливане, на Кипре. А в 2005 выходит его первый сольный альбом Parakseno Sinesthima.

### 2006:Sahara
В июле 2006 Сарбель выпустил второй альбом Sahara. В то же время он записывал дуэт с греческой певицей Наташей Феодориду (греч. Νατάσα Θεοδωρίδου) «Na' Soun Thalassa», который вошёл в альбом в качестве бонус-трека.

### 2007: Евровидение иSahara: Euro Edition
Видя популярность Сарбеля, Греческое Телевидение пригласило его на национальный отбор, для того, чтобы дать ему шанс представить Грецию на Евровидении. Он обратился к композиторам, писавшим многие хиты для Елены Папаризу.
Песня Yassou Maria («Привет Мария!») стала достойным конкурентом за первое место в финале, однако Греция заняла в Хельсинки только 7-е место.

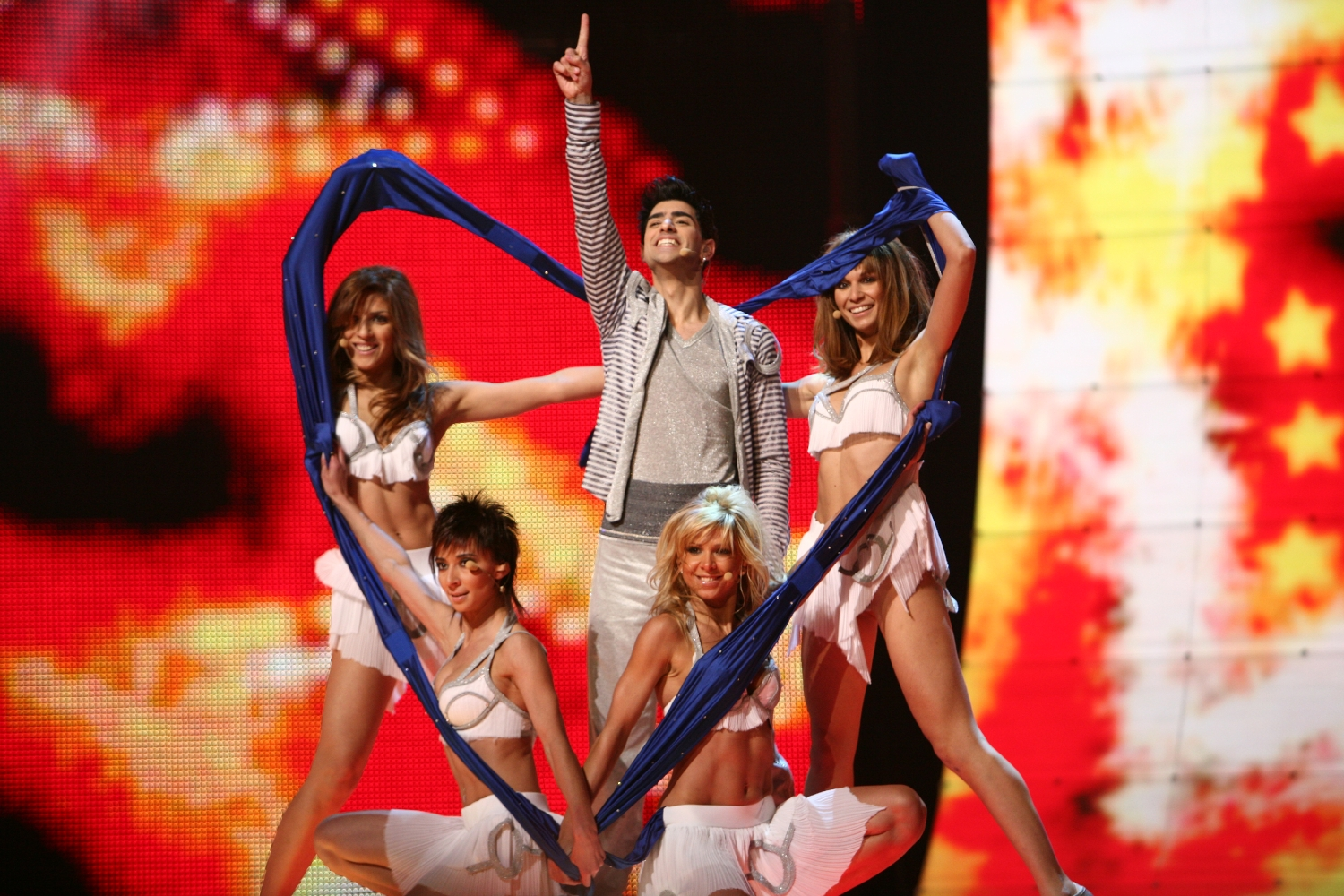
Сарбель на Евровидении 2007

28 февраля 2007 Сарбель выиграл национальный отбор, набрав 39,69 % голосов. После победы Сарбель совершил промотур по Европе и снял видеоклип на песню.
12 марта 2007, альбом Sahara был переиздан под названием Sahara: Euro Edition, включая Yassou Maria на CD в качестве бонуса. Сингл Yassou Maria был издан 7 марта 2007. Диск включал английскую и греческую версии песни Yassou Maria, песню Enas Apo Mas (Special Holiday Mix) и песню, спетую дуэтом с Камейроном Картио (англ. Cameron Cartio).

### 2008: Kati San Esena
Новый сингл «Eho Trelathei» был представлен в финале греческого национального отбора на Евровидение 2008.. Немного позже он издан на CD, на песню «Eho Trelathei» снят видеоклип. В июне 2008 Сарбель выпускает диск под названием «Kati San Esena».

### 2013: Proti Ptisi
После успешного турне по Дубаю и другим арабским странам, Сарбель вернулся в звукозаписывающей компании Honeybel Music и записал новый сингл «Πρώτη Πτήση», который был выпущен в начале 2013 года, а затем последовал тур на Крите, Афины, Бейрут и Кипр. Он также был вовлечен в свою новую звукозаписывающую компанию Honeybel Music, которая производит лаунж-музыку, преимущественно покупаемую и используемую в Дубае. Сарбел также был специальным гостем на лондонской вечеринке «Евровидение», которая проходила в знаменитом Shadow Lounge в Сохо. Мероприятие было организовано с целью продвижения представителей на Евровидение в этом году, и Сарбель, поскольку ранее участник был приглашен выступить по требованию публики.

### 2021: To Party Arhizei & Mou' Heis Parei To Myalo
Спустя долгое время Сарбель возвращается на музыкальную сцену с новой песней под названием «Το Πάρτι Αρχίζει», но в 2021 году после своего громкого выступления в прошлую субботу на телешоу Just The 2 Of Us, любимый певец выпустил свой второй сингл со студии Digital Ray Records под названием «Μου 'Χεις Πάρει Το Μυαλό»! сингл создали Элени Яннацулиа и Knock Out и другими Песня, пользующаяся большим успехом во многих странах Востока.

## Дискография

### Альбомы
- 2004: Παράξενο Συναίσθημα – Страное Ощущение
- 2006: Sahara – Сахара
- 2008: Κάτι Σαν Εσένα – Что-то, как ты
- 2009: Sarbel – Сарбель

### CD-Синглы
- 2011: «Καυτό Καλοκαίρι | Долгое Жаркое Лето»
- 2011: «Που Να Γυρνάς | Где Ты Блуждаешь»
- 2013: «Πρώτη Πτήση | Первый Полет»
- 2021: «Το Πάρτυ Αρχίζει | Вечеринка Начинается»
- 2021: «Μου 'Χεις Πάρει Το Μυαλό | Ты Взяла Мой Разум»

### Дуэты
- 2004 — «Σε Πήρα Σοβαρά / Я Серьезно К Тебе Относился»  (совместно с Ирини Меркури)
- 2005 — «Αγάπη Μου Εσύ / Ты Моя Любовь»  (при уч. Ирини Меркури)
- 2006 — «Να 'Σουν Θάλασσα / Если Бы Ты Был Морем»  (при уч. Наташа Феодориду)
- 2006 — «Ε! Και Λοιπόν / И Дальше» (при уч. Apo/stoloi, и Анакс)
- 2006 — «Σαν Και Μένα Πουθενά / Мне Нигде Не Нравится» (совместно с Ванесса Адамопулу)
- 2006 — «Σπίρτο Εσύ - Φωτιά Εγώ / Ты Спичка, Я Огонь (Τι Καλά Που Θα 'Τανε / Как бы хорошо было бы)»" (при уч. Кианна Джонсон)
- 2006 — «Mi Chica / Моя Девушка» (совместно с Камерон Картио)
- 2023 — «Η Καρδιά Μου Κάνει Μπαμ / Моё сердце бьётся»  (при уч. Рена Агери)

### Клипы
- 2004: «Σε Πήρα Σοβαρά / Я Серьезно К Тебе Относился» (совместно с Ирини Меркури)
- 2004: «Σοκολάτα / Шоколадка»
- 2004: «Θέλω Να Πετάξω / Я Хочу Летать»
- 2006: «Τάξε Μου / Обещай Мне»
- 2006: «Ένας από μας / Что Один Из Нас»
- 2007: «Γειά σου Μαρία / Привет, Мария»
- 2007: «Γειά σου Μαρία / Привет, Мария» (Промо видео)
- 2008: «Ολα Δικά Σου / Всё твое»
- 2008: «Έχω Τρελαθεί / Я был сумасшедшим»
- 2009: «Μου Πάει / Прошла Моя»
- 2011: «Καυτό Καλοκαίρι | Долгое Жаркое Лето»
- 2011: «Που Να Γυρνάς | Где Ты Блуждаешь»
- 2021: «Μου 'Χεις Πάρει Το Μυαλό | Ты Взяла Мой Разум»
- 2023: «Η Καρδιά Μου Κάνει Μπαμ | Моё сердце бьётся» (в сотрудничестве с Реной Агери)
- 2024: «Μια Φωτιά | Огонь»